# Гура (гміна Тарново-Подгурне)
Гура (пол. Góra) — село в Польщі, у гміні Тарново-Подгурне Познанського повіту Великопольського воєводства.
Населення — 340 осіб (2011).
У 1975-1998 роках село належало до Познанського воєводства.

## Демографія
Демографічна структура станом на 31 березня 2011 року:
|          | Загалом | Допрацездатний вік | Працездатний вік | Постпрацездатний вік |
| -------- | ------- | ------------------ | ---------------- | -------------------- |
| Чоловіки | 164     | 36                 | 113              | 15                   |
| Жінки    | 176     | 49                 | 95               | 32                   |
| Разом    | 340     | 85                 | 208              | 47                   |